# Octave Crutel

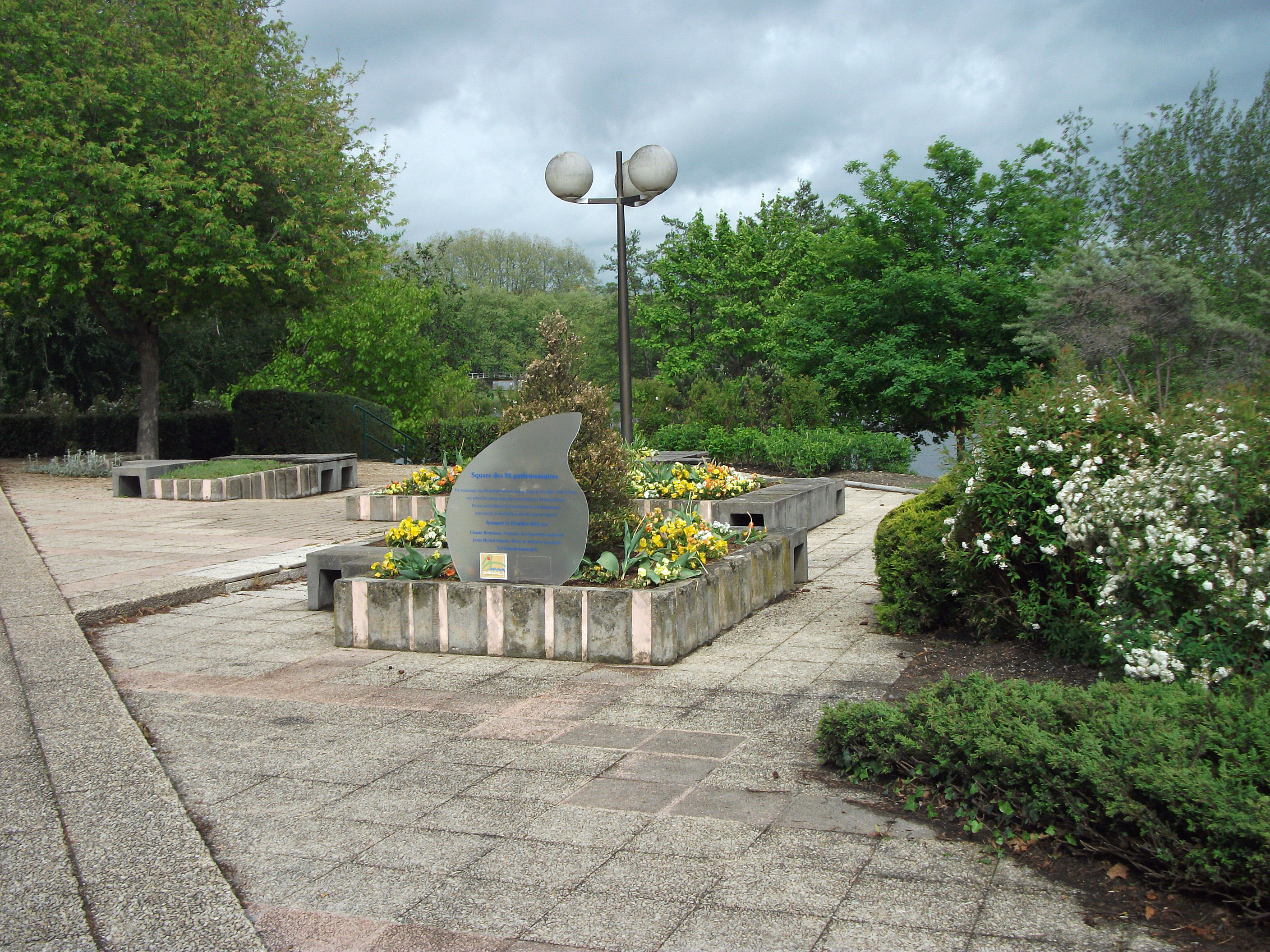
Bellerive-sur-Allier, Square des 80 Parlementaires

Octave Crutel (* 4. Dezember 1879 in Ancretiéville-Saint-Victor; † 28. März 1961 in Rouen) war ein französischer Arzt, Politiker während der Dritten Republik und Résistant.

## Leben
Octave Crutel studierte Medizin und ließ sich nach seiner Promotion als Arzt in Rouen nieder. Er wurde im Ersten Weltkrieg eingesetzt und erhielt für seinen Mut das Croix de Guerre. Nach seiner Demobilisierung kehrte er als Arzt nach Rouen zurück und engagierte sich in der Politik in den Reihen der Parti républicain, radical et radical-socialiste. Crutel wurde 1928 in den Bezirksrat und 1938 in den Generalrat des Départements Seine-Inférieure gewählt. 1932 wurde er Abgeordneter des 2. Wahlkreises von Seine-Inférieure und 1936 wiedergewählt.
Während seiner ersten Amtszeit gehörte er den Ausschüssen für Marine, allgemeines Wahlrecht und Arbeit an. Seine Gesetzesvorschläge und Interventionen im sozialen Bereich verorten ihn auf dem linken Flügel der Radikalen Partei. So forderte er beispielsweise die Einführung einer Zwangsrente und die strikte Anwendung des Gesetzes von 1919 über den Achtstundentag.
Nach seiner Wiederwahl blieb er im Arbeitsausschuss und im Ausschuss für das allgemeine Wahlrecht, verließ jedoch den Ausschuss für die Marine und wurde Mitglied im Ausschuss für Sozialfürsorge. In Fortsetzung seiner früheren Positionen reichte er 1937 einen Gesetzesvorschlag zur Schaffung eines öffentlichen Dienstes ein, der die finanzielle Verwaltung der Sozialversicherungen (die durch die Gesetze von 1928 und 1930 den Versicherungsvereinen auf Gegenseitigkeit anvertraut wurden) kontrollieren sollte. Während seiner zweiten Amtszeit war er stellvertretender Vorsitzender der radikalen Fraktion in der Abgeordnetenkammer.
Am 10. Juli 1940 stimmte Octave Crutel als einer von achtzig Abgeordneten („les quatre-vingts“) gegen die diktatorischen Vollmachten für Philippe Pétain, nachdem er ihn anfangs unterstützt hatte. Anschließend engagierte er sich in der Résistance. Sein Haus in der Rue d’Elbeuf wurde am 4. September 1943 bei Bombenangriffen teilweise zerstört. Ende 1943 wurde er von der Gestapo festgenommen und nach Buchenwald deportiert. Nach seiner Rückkehr nach Frankreich im April 1945 gehörte er der Assemblée consultative provisoire (Provisorische Beratende Versammlung) an. Bei den Parlamentswahlen im selben Jahr trat er nicht erneut an, sondern wurde Vizepräsident des Exekutivkomitees der Radikalen Partei.
Octave Crutel war Ritter der Ehrenlegion. Er ist auf dem Cimetière Saint-Sever in Rouen beigesetzt.